# Hypsilurus schultzewestrumi
Hypsilurus schultzewestrumi là một loài thằn lằn trong họ Agamidae. Loài này được Urban miêu tả khoa học đầu tiên năm 1999.